# Papunya
 (février 2021).
La mise en forme du texte ne suit pas les recommandations de Wikipédia : il faut le « wikifier ».
Les points d'amélioration suivants sont les cas les plus fréquents :
- Les titres sont pré-formatés par le logiciel. Ils ne sont ni en capitales, ni en gras.
- Le texte ne doit pas être écrit en capitales (les noms de famille non plus), ni en gras, ni en italique, ni en « petit »…
- Le gras n'est utilisé que pour surligner le titre de l'article dans l'introduction, une seule fois.
- L'italique est rarement utilisé : mots en langue étrangère, titres d'œuvres, noms de bateaux, etc.
- Les citations ne sont pas en italique mais en corps de texte normal. Elles sont entourées par des guillemets français : « et ».
- Les listes à puces sont à éviter, des paragraphes rédigés étant largement préférés. Les tableaux sont à réserver à la présentation de données structurées (résultats, etc.).
- Les appels de note de bas de page (petits chiffres en exposant, introduits par l'outil «  Source ») sont à placer entre la fin de phrase et le point final[comme ça].
- Les liens internes (vers d'autres articles de Wikipédia) sont à choisir avec parcimonie. Créez des liens vers des articles approfondissant le sujet. Les termes génériques sans rapport avec le sujet sont à éviter, ainsi que les répétitions de liens vers un même terme.
- Les liens externes sont à placer uniquement dans une section « Liens externes », à la fin de l'article. Ces liens sont à choisir avec parcimonie suivant les règles définies. Si un lien sert de source à l'article, son insertion dans le texte est à faire par les notes de bas de page.
- La présentation des références doit suivre les conventions bibliographiques. Il est recommandé d'utiliser les modèles {{Ouvrage}}, {{Chapitre}}, {{Article}}, {{Lien web}} et/ou {{Bibliographie}}. Le mode d'édition visuel peut mettre en forme automatiquement les références.
- Insérer une infobox (cadre d'informations à droite) n'est pas obligatoire pour parachever la mise en page.

Pour une aide détaillée, merci de consulter Aide:Wikification.
Si vous pensez que ces points ont été résolus, vous pouvez retirer ce bandeau et améliorer la mise en forme d'un autre article.

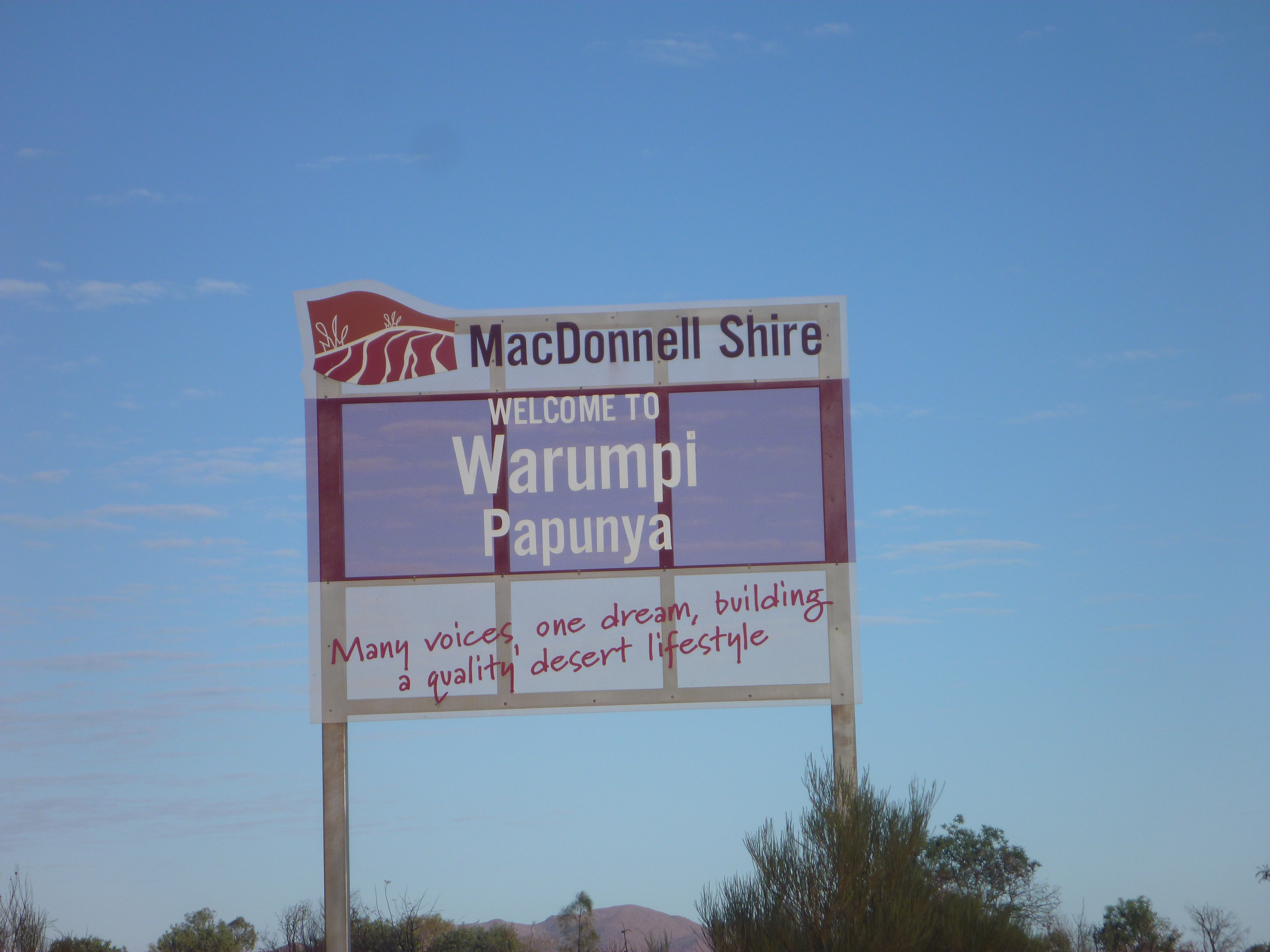
Panneau annonçant la ville de Papunya

Papunya est une petite communauté aborigène australienne à environ 240 km au nord-ouest d'Alice Springs dans le Territoire du Nord, en Australie. Il abrite maintenant un certain nombre d'autochtones déplacés, principalement issus des groupes Pintupi et Luritja. Au recensement de 2016, Papunya comptait 404 habitants. Papunya se trouve sur des terres autochtones restreintes et a besoin d'un permis pour entrer ou voyager.
La religion prédominante à Papunya est le luthéranisme, avec 258 membres, soit 86,3 % de la population, selon le recensement de 2006. C'est la ville la plus proche du pôle continental australien d'inaccessibilité.

## Histoire
Les Pintupi et Luritja ont été forcés de quitter leur pays d'origine dans les années 1930 et ont déménagé à Hermannsburg et Haasts Bluff où il y avait des dépôts de rations gouvernementaux. Il y avait souvent des affrontements entre ces communautés nomades et les éleveurs. En effet, là où ils s'installaient, ces derniers les accusaient d'exploiter à outrance les réserves limitées en eau de la région qu'ils réservaient à leur bétail.
Le gouvernement australien a construit un forage d'eau et quelques logements de base à Papunya dans les années 1950 pour répondre à l'augmentation croissante de la population dans les communautés et réserves aborigènes. Au début des années 1970, la communauté est passée à plus d'un millier de personnes et a fait face à de mauvaises conditions de vie, en raison de problèmes de santé, mais aussi des tensions entre les divers groupes tribaux et linguistiques. Ces problèmes persistants ont conduit de nombreuses personnes, en particulier les Pintupi, à se rapprocher plus à l'ouest de leur territoire d'origine. Après s'être installée dans une série de stations extérieures, avec peu ou pas de soutien du gouvernement, la nouvelle communauté de Kintore a été établie à environ 250 km à l'ouest de Papunya au début des années 1980.

## Papunya dans l'art
Une bibliographie substantielle sur l'art et les artistes Papunya est disponible au National Museum of Australia.
On y trouve notamment le groupe de rock country et aborigène australien, Warumpi Band  qui s'est formé à Papunya.
Papunya Tjupi Aboriginal Arts, un organisme artistique communautaire, fondée en 2007 et accueille une centaine d'artistes régionaux,.
Il s'agit notamment de : 
- Doris Bush Nungarrayi
- Maureen Poulson
- Charlotte Phillipus Napurrula
- Tilau Nangala
- Mona Nangala
- Nellie Nangala
- Carbiene McDonald Tjangala
- Martha McDonald Napaltjarri
- Candy Nelson Nakamarra
- Dennis Nelson Tjakamarra
- Narlie Nelson Nakamarra
- Isobel Major Nampatjimpa
- Isobel Gorey
- Mary Roberts
- Beyula Putungka Napanangka
- Watson Corby